# Население на Пуерто Рико
Населението на Пуерто Рико е 3 193 694 души през 2019 г.

## Възрастов състав
(2005)
- 0-14 години: 22% (мъжe 441 594 / жени 421 986)
- 15-64 години: 65,5% (мъже 1 228 583 / жени 1 337 066)
- над 65 години: 12,4% (мъже 211 283 / жени 276 120)

(2012)
- 0-14 години: 18,8% (мъжe 352 910 / жени 335 268)
- 15-64 години: 65,3% (мъже 1 149 696 / жени 1 247 174)
- над 65 години: 15,9% (мъже 252 873 / жени 329 163)

## Коефициент на плодовитост
- 2000 г. – 1,93
- 2010 г. – 1,62
- 2019 г. – 0,98

През последните години раждаемостта в Пуерто Рико намалява драстично, като за периода 2000-2019 г. тя спада 3 пъти. Коефициентът на фертилност е най-ниският сред страните от Латинска Америка.

## Расов състав
(2007)
- 76,2 % – бели
- 6,9 % – черни
- 4,4 % – цветнокожи
- 0,3 % – азиатци
- 0,2 % – индианци
- 12 % – други

## Религия
По данни от 2006 г. християните съставляват 97 % от населението на Пуерто Рико, наброявайки 3 752 544 души.

## Език
Официални езици са английският и испанският.